# Чарлс Брукс
Чарлс Брукс младши (на английски: Charles Brooks, Jr., 1 септември 1942 – 7 декември 1982) е американски убиец, осъден на смърт и екзекутиран.
Той е първият човек в света, екзекутиран със смъртоносна инжекция – процедура, извършена в затвора на Хънтсвил, щат Тексас, САЩ, на 7 декември 1982 година.
Чарли Брукс израства в бедно тъмнокожо семейство, като младеж играе американски футбол. Още млад попада в затвора за притежаване на незаконно огнестрелно оръжие.

## Убийство
На 14 декември 1976 година Брукс отива в гараж за продажба на употребявани коли и поисква да тества кола. Дейвид Грегъри – механик в гаража, го придружава в колата. След като излизат на пътя, Брукс качва приятеля си Уди Лудрес, нападат Грегъри и го затварят в багажника на колата. Отвеждат го в мотел, където го завързват на стол, залепят му устата с лепенка и го застрелват в главата.
По-късно на процеса нито Лудрес, нито Брукс издават кой е застрелял Грегъри. Поради юридически усложнения Лудрес получава 40-годишна присъда, докато Брукс получава смъртна присъда.
Върховният съд на САЩ отхвърля с 6 срещу 3 гласа отлагане на изпълнението на смъртната присъда. Държавният съвет за помилване и освобождаване препоръчва с 2 срещу 1 гласа изпълнение на присъдата.

## Екзекуция
След последното хранене, състоящо се от T-бифтек, пържени картофи, кетчуп, сос „Уорчестър“, бисквити, праскови и студен чай, Брукс е отведен в камерата за изпълнение на екзекуции в затвора в Хънтсвил, щата Тексас. Преди да бъде поставен на леглото за изпълнение на присъдата, Брукс отправя своята последна молитва към Аллах (след като в затвора преминава към мюсюлманската религия).
В 12:09 ч. са му инжектирани смъртоносни химически субстанции. В 12:16 ч. Брукс е обявен за мъртъв.
След като тялото е извозено към моргата в Хънсвил, трупът е сниман тайно и след няколко дни снимката се появява в местната преса а по-късно и в списание „Нюзуик“.